# Afrikan Spir

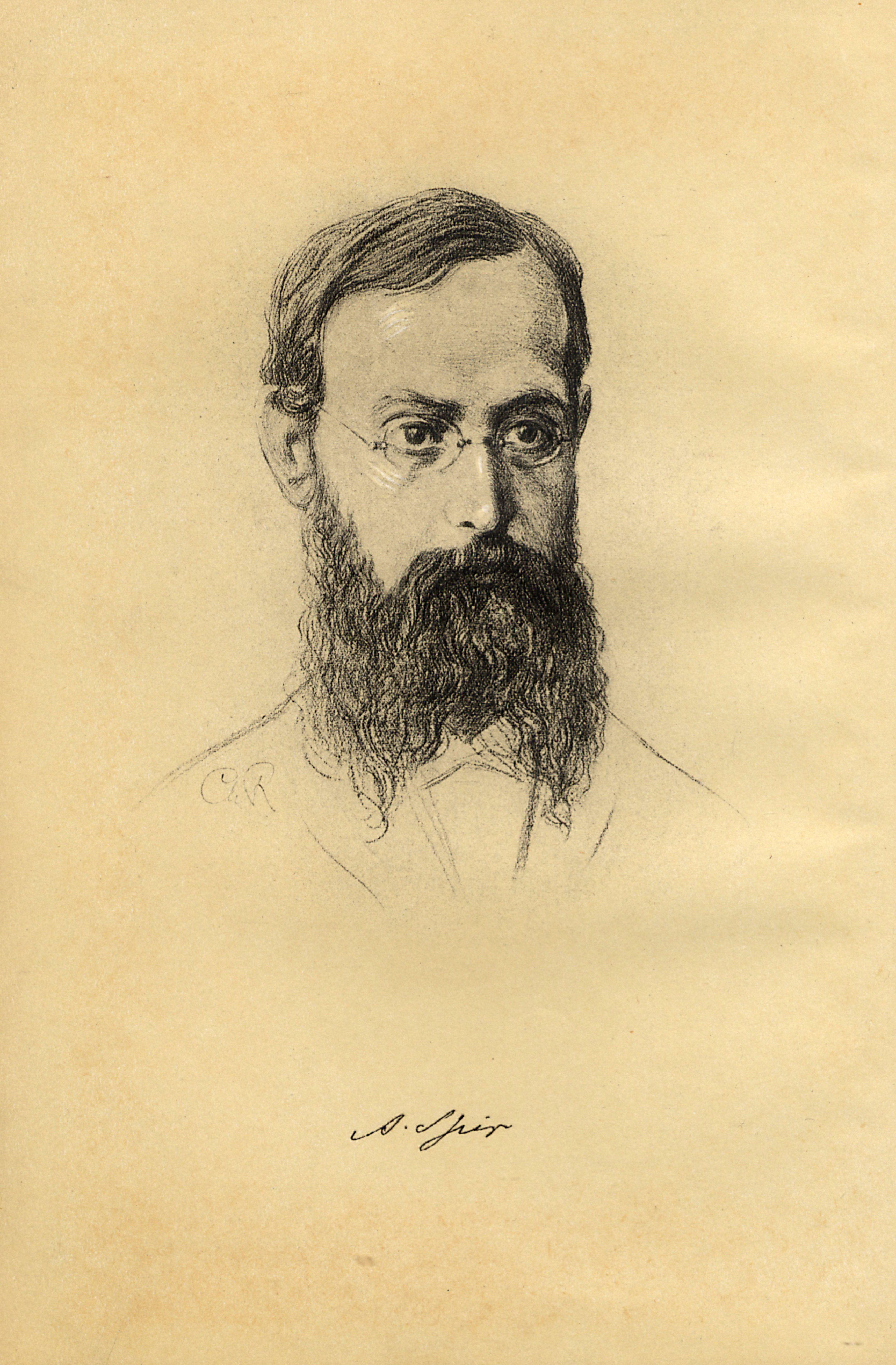
Afrikan Spir

Afrikan Alexandrowitsch Spir (russisch Африка́н Алекса́ндрович Спир; * 10. November 1837 bei  Elisabethgrad, Russisches Reich; † 26. März 1890 in Genf, Schweiz) war ein russisch-deutscher Philosoph und Logiker, der seine Werke in deutscher Sprache verfasste.

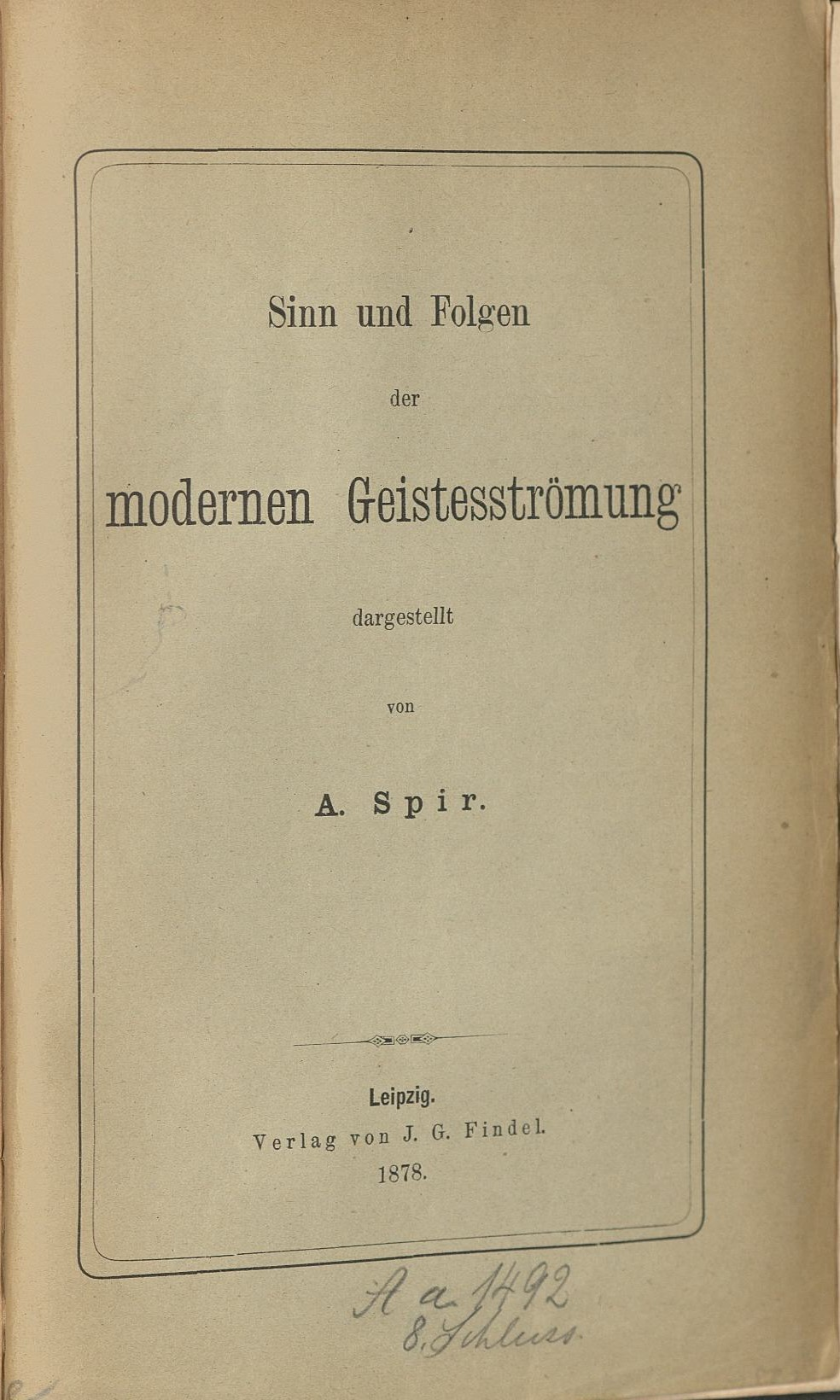
Sinn und Folgen der modernen Geistesströmung (1878)

## Leben und Werk
Afrikan Spirs Vater Alexander Alexandrowitsch entstammte einer Familie deutsch-jüdischer Abstammung, die zum evangelischen Glauben konvertiert war. Spirs Mutter Jelena Konstantinowna (geborene Pulewitsch) hatte russische und griechische Wurzeln.
Er hatte großen Einfluss auf Nietzsche und Theodor Lessing, der über ihn seine Doktorarbeit schrieb, sowie auf Réginald Garrigou-Lagrange. Spir verstand Philosophie als eine Disziplin, die als eine Wissenschaft erste Prinzipien begründet. Sie soll die Scheinbilder aufzeigen, welche die wahre Natur der Dinge verbergen. Die Methode einer solchen Philosophie besteht in der Feststellung von Tatsachen.
Spir, dessen Vater ein bekannter Naturarzt gewesen war, beeinflusste auch den Maler und Kulturreformer Karl Wilhelm Diefenbach und damit dessen Schüler Gusto Gräser, den Geistgründer des Monte Verità. In seinem Vorschlag an die Freunde einer vernünftigen Lebensführung von 1869 entwarf er das Projekt einer philosophischen und vegetarischen Landkommune, das Nietzsche in Italien zu verwirklichen suchte. In größerem Maßstab gelang das Diefenbach auf dem Himmelhof bei Wien und den Brüdern Gräser in Ascona. Diese Experimente gründeten auf Spirs Definition von Freiheit: „Die Freiheit ist nun in Wahrheit selbst nichts anderes, als das Wollen und Handeln in Übereinstimmung mit sich selbst, das Wollen und Handeln seiner eignen Natur gemäß“ (Vorschlag, S. 40).
Spir studierte an der Universität Leipzig bei Moritz Wilhelm Drobisch.

## Werke
- 1866. Die Wahrheit. Leipzig, J.G. Findel (unter Pseud. von “Prais”, Anagram von: A. Spir, 2. Aufl. unter „A. Spir“, 1867, Leipzig, Förster und Findel).
- 1868. Andeutung zu einem widerspruchlosen Denken. Leipzig, J.G. Findel.
- 1869. Erörterung einer philosophischen Grundeinsicht. Leipzig, J.G. Findel.
- 1869. Forschung nach der Gewissheit in der Erkenntniss der Wirklichkeit. Leipzig, J.G. Findel.
- 1869. Kurze Darstellung der Grundzüge einer philosophischen Anschauungsweise. Leipzig, J.G. Findel.
- 1869. Vorschlag an die Freunde einer vernünftigen Lebensführung. Leipzig, J.G. Findel (franz. Übersetzung von Hélène Claparède-Spir: Projet d'un coenobium laïque. Ed. del Coenobium, Lugano, 1907).
- 1870. Kleine Schriften. Leipzig, J.G. Findel.
- 1873. Denken und Wirklichkeit: Versuch einer Erneuerung der kritischen Philosophie. 2 Bde., Leipzig, J. G. Findel. Online Archive, 2. Aufl. 1877
- 1874. Moralität und Religion. Leipzig, J.G. Findel, 2. Aufl. 1878 (ital. Übersetzung von Odoardo Campa, Religione, Lanciano, Carabba, 1911, Nachdruck 2008).
- 1876. Empirie und Philosophie: vier Abhandlungen. Leipzig, J.G. Findel.
- 1876. „Zu der Frage der ersten Principien“. In: Philosophische Monatshefte, XII, S. 49–55.
- 1877. Sinn und Folgen der modernen Geistesströmung. Leipzig, J.G. Findel, 2. Aufl. 1878
- 1879. Johann Gottlieb Fichte nach seinen Briefen. Leipzig, J. G. Findel.
- 1879. Recht und Unrecht: Eine Erörterung der Principien. Leipzig, J.G. Findel (2. Aufl. 1883; ital. Übersetzung von Cesare Goretti: La Giustizia, Milano, Lombarda, 1930; franz. Übersetzung: Principes de justice sociale, Genève: Éditions du Mont-Blanc (Hg. Hélène Claparède-Spir, Vorwort von Georges Duhamel); engl. Übersetzung von Alexander Frederick Falconer: Right and Wrong, Edinburgh, Oliver and Boyd, 1954).
- 1879. Ueber Idealismus und Pessimismus. Leipzig, J.G. Findel.
- 1879. „Ob eine vierte Dimension des Raums denkbar ist?“. In: Philosophische Monatshefte, XV, S. 350–352.
- 1880. Vier Grundfragen. Leipzig, J.G. Findel.
- 1883. Studien. Leipzig, J.G. Findel.
- 1883. Über Religion: Ein Gespräch. Leipzig, J.G. Findel, 2. Auf. 1897 (ital. Übersetzung von O. Campa, Ed. del Coenobium, Lugano, 1910).
- 1883–1885. Gesammelte Schriften. Leipzig, J.G. Findel (neue Aufl. 1896 bei Paul Neff, Stuttgart).
- 1885. Philosophische Essays. Leipzig, J.G. Findel (neue Aufl. 1896 bei Paul Neff, Stuttgart).
- 1887. Esquisses de philosophie critique. Paris, Ancienne librairie Germer-Baillière et Cie, F. Alcan éditeur, 2ème éd. 1930 (russ. Übersetzung von N. A. Bracker, Moscow, 1901; ital. Übersetzung von O. Campa, mit einer Einf. von P. Martinetti, Milano, 1913).
- 1890. Deux questions vitales: De la Connaissance du bien et du mal; De l'immortalité. Genève, Stapelmohr (anonym).
- 1895. „Wie gelangen wir zur Freiheit und Harmonie des Denkens?“. In: Archiv für systematische Philosophie, Bd. I, Heft 4, S. 457–473.
- 1899. Nouvelles esquisses de philosophie critique (études posthumes). Paris, Librairie Félix Alcan, (span. Übersetzung von R. Urbano, Madrid, 1904).
- 1908–1909. Gesammelte Werke. Johann Ambrosius Barth Verlag, Leipzig (Hg. Hélène Claparède-Spir).
- 1930. Propos sur la guerre. Paris, Editions Truchy-Leroy (Hg. Hélène Claparède-Spir).
- 1937. Paroles d'un sage. Paris-Genève, Je Sers-Labor, 1937 (Choix de pensées d'African Spir avec une esquisse biografique. Hg. Hélène Claparède-Spir, 2. Aufl. Paris, Alcan, 1938).
- 1948. Lettres inédites de African Spir au professeur Penjon. Neuchâtel, Éditions du Griffon (Einf von Emile Bréhier).